# Karlheinz Spallek
Karlheinz Spallek (* 9. Februar 1934 in Bergwalde, Oberschlesien; † 27. März 2022) war ein deutscher Mathematiker und Didaktiker.
Er arbeitete auf dem Gebiet der komplexen und reellen Analysis: 1. Sätze zu komplexen Räumen: a. Vom Osgood-Hartogs-Typ. b. Zum Prinzip „Differenzierbarkeit impliziert Holomorphie“. 2. Differenzierbare Räume als Verallgemeinerungen der Komplexen Räume auf den differenzierbaren Fall.

## Leben
Nach Flucht und Vertreibung 1945 lebte er seit 1949 in der Bundesrepublik Deutschland, unterbrochen durch längere Auslandsaufenthalte. Dem Abitur 1954 folgten Studium und 1961 die Promotion sowie die Habilitation 1966 in Mathematik unter Heinrich Behnke an der Universität Münster. Von 1966 bis 1971 war er Dozent und Professor an der Universität Münster, von 1971 bis 1999 Ordentlicher Professor an der Ruhr-Universität Bochum. Dazwischen war er (Gast-)Professor an verschiedenen Universitäten, z. B. an der University of California, Berkeley, der Purdue University in Lafayette (Indiana) als Assistent Professor, dem Institute for Advanced Study in Princeton, der Universidad Nacional de La Plata in Argentinien und an Universitäten in Genua, Rom, Krakau, Warschau und Sofia.
In Lafayette heiratete er die Mathematikerin Ursula Berentroth. Aus der Ehe gingen fünf Töchter hervor (eine promovierte Mathematikerin, eine Ingenieurwissenschaftlerin, zwei Juristinnen, eine Sprachwissenschaftlerin) mit 12 Enkelkindern. Zweimal war er für je zwei Jahre Prodekan und je zwei Jahre Dekan, einmal Senator an der Universität Bochum. Er hat etwa 100 Studenten mit Abschlussarbeiten im Diplom oder Staatsexamen betreut und hatte 19 Doktoranden, darunter Norbert Knoche (Professor für Didaktik an der Universität Essen) und Frank Leymann (Professor für Informatik an der Universität Stuttgart). Helmut Pulte, ein Diplomand von ihm, wurde – die Richtung der Diplomarbeit fortführend – Professor für (Wissenschafts-)Philosophie an der Ruhr-Universität Bochum. Er  war Zweitgutachter bei dessen Dissertation in Philosophie. Er hatte mit Kollegen der Philosophie gemeinsame Seminare und außerhalb der Universität einen Philosophiekreis. Als Mitglied in katholischen Gremien hatte er auch Leitungsfunktionen inne.

## Schriften
Etwa 60 Schriften zur Mathematik, z. B.:
- Zum Satz von Osgood und Hartogs I und II, Math. Annalen (1968) bzw. (1969)
- Differenzierbare Räume. Math. Annalen (1969).
- Zur Klassifikation differenzierbarer Gruppen. Manuscripta math.11 (1974)
- Produktzerlegung und Äquivalenz differenzierbarer Raumkeime I und Ii. In Springer-Lecture-Notes 114 (1983)

- Continuous transformation groups on spaces. Annales Polonici Mathematici. 55 (1991).
- Gluing of differentiable spaces and applications. Mit W. Sasin. Math. Annalen 282 (1992).
- Foliated differentiablespaces and quotient structure. Mit A. Piatkowski. Rendiconti di matematica. 13 Roma (1993)

Dazu in seinen weiterführenden Schriften mit neuartigen Phänomenen: Lokal integrable Vektorfelder, optimale Blätterungen, Produktzerlegungen, Räume mit speziellen geometrischen oder analytischen Eigenschaften, mit Gruppenstrukturen, mit gemischt differenzierbaren Strukturen.
Ca. 20 Schriften zur Mathematikdidaktik, z. B.:
- Zum funktionalen Ansatz in der Schulmathematik. Ein inhaltlich-operativer Zugang zum Funktionsbegriff. Journal für Mathematik Didaktik. 1 (1983). Mit N. Kiesow.
- Schein von Anschaulichkeit und Klarheit in der Schulmathematik. Journal für Mathematk-Didaktik (1991).

Seine Schriften zur Didaktik behandeln einen operativen Ansatz: Terme als Vorschriften.

### Bücher
- Schulbücher zur gymnasialen Unterstufe. 4 Bände „Zahl und Zuordnung“ (1980–1987) im Schrödelverlag (zusammen mit Arno Brüning)
- Bücher zur Mathematik im BI-Wissenschaftsverlag: Kurven und Karten (1980 und spätere Ausgaben).
- Kinematik in N-dimensionalen Räumen (1993) (zus. mit K. Friedrich).

Bücher zur Geschichte und zur Belletristik im Europäischen Universitätsverlag Bochum. z. B.:
- 100 Jahre. Episoden einer Familiengeschichte (2016)
- Dem Wolf entronnen (2020)
- Die Stiepeler Kirchen (2021) (zus. mit Ursula Spallek)
- Tagebuch in Schüttelversen 2017–2018
- Tagebuch in zeitkritischen Schüttelversen 2018–2019
- Foto-Tagebuch in zeitkritischen Knüttelversen 2019–2020.

Insgesamt liegen knapp 100 Schriften vor.